# Oker
L'Oker è un affluente sinistro del fiume Aller ed è lungo 128,3 chilometri e rappresenta uno dei corsi d'acqua più importanti della Bassa Sassonia centro meridionale.
Nasce sul Bruchberg nella catena montuosa dello Harz. La sorgente si trova nella Bassa Sassonia e nel suo percorso l'Oker attraversa a tratti anche la Sassonia-Anhalt.

## Etimologia
Il fiume viene menzionato per la prima volta con il nome di Obacra in un testo del 747 in rapporto alla città di Ohrum in rapporto all'arrivo del nobile Grifone  in Sassonia.
L'importanza del fiume, come via di comunicazione nella regione durante il Medioevo, è testimoniata dalle rovine del castello palatino di Werla, importante centro politico della dinastia ottoniana.

## Corso

### Corso superiore
L'Oker nasce sul monte Bruchberg nello Harz a una quota di 910 m s.l.m. e scende, attraversando la regione montuosa dello Harz, fino nella piana antistante il versante settentrionale dello Harz, per poi immettersi come affluente nel fiume Aller, in corrispondenza della cittadina di Müden.
Fra il 1938 e il 1956 lungo il percorso superiore del fiume, in corrispondenza di Altenau venne realizzata una diga di sbarramento, in tedesco Okertalsperre, permettendo la formazione di un bacino artificiale con una portata di 46,85 milioni di metri cubi d'acqua. Questo lago artificiale è chiamato Okerstausee.

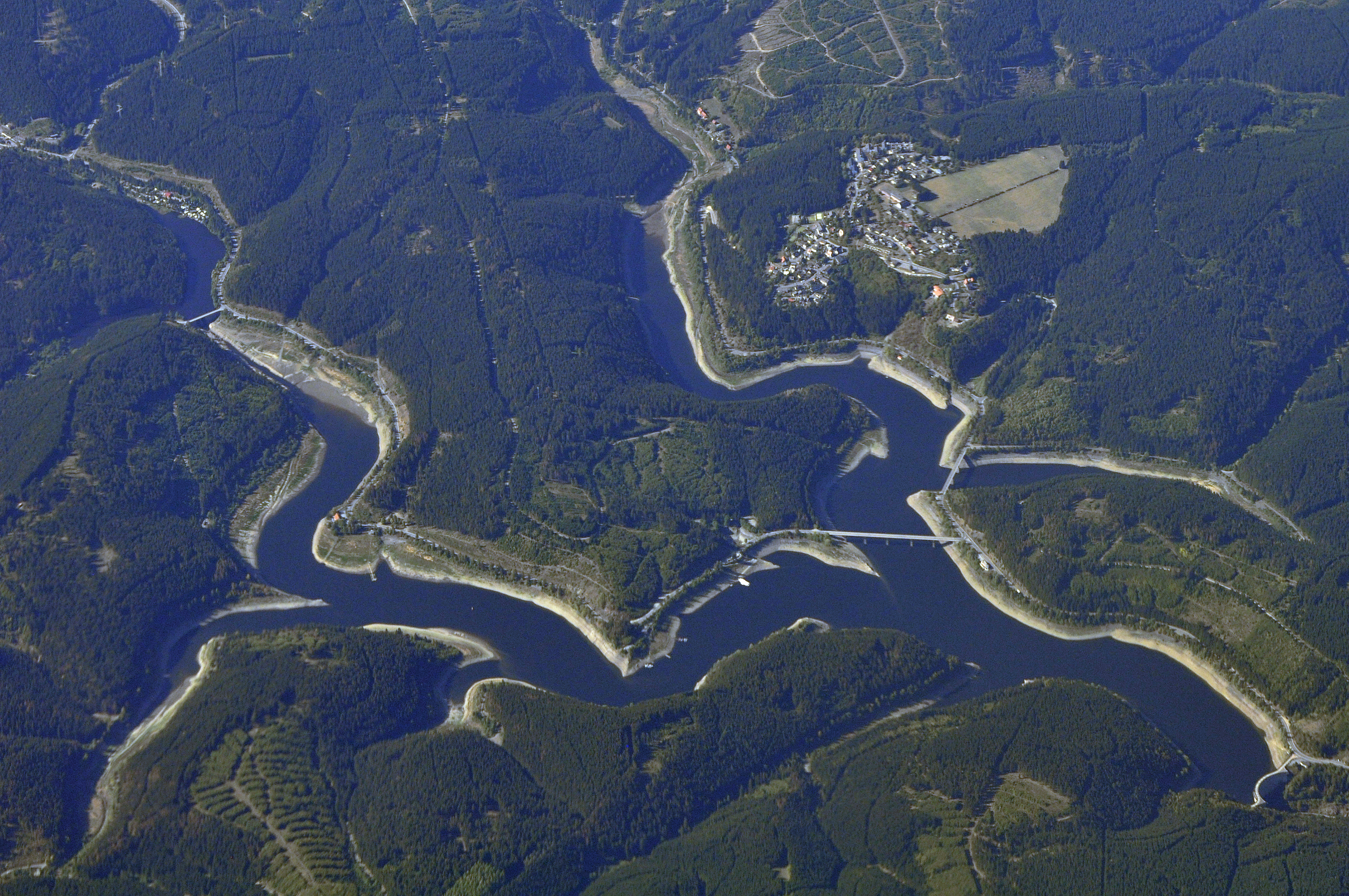
Immagine dall'alto del bacino artificiale dell'Okerstausee

### Corso inferiore
Il fiume, nel suo percorso sulla piana antistante l'Harz, bagna le città di Wolfenbüttel e Braunschweig, prima di immettersi nell'Aller.
A Wolfenbüttel il fiume attraversa una serie di canali, i cosiddetti gracht, costruiti dall'olandese Hans Vredeman de Vries. Una zona della città, attraversata da questi canali, ha assunto l'appellativo di Klein Venedig, ossia "piccola Venezia".
A Braunschweig, il fiume, nel corso dei secoli, è stato inglobato nelle difese della città tramite la creazione di un fossato che circonda il centro cittadino. Questa opera di canalizzazione iniziò con Enrico il Leone, che scelse la città come propria residenza. Enrico si avvalse dell'uso di maestranze frisoni, che realizzarono questa canalizzazione con l'uso di diverse sbarramenti e dighe.
Lungo il corso del fiume in pianura, caratterizzato da numerosi meandri, si sviluppano parchi naturali regionali, in cui sono tutelate molte specie di volatili migratori, fra cui le cicogne. 
Negli ultimi anni nelle aree protette lungo il fiume sono stati avvistati numerosi esemplari di castoro europeo.

## Attività
Essendo il fiume navigabile, vengono offerte molte possibilità di praticare sport acquatici. Inoltre il percorso superiore dell'Oker, fra i versanti dello Harz, rappresenta una meta turistica molto apprezzata.
Nella città di Braunschweig soprattutto durante l'estate, il fiume nella sua canalizzazione circolare, offre grazie a un servizio di tour guidati, un'insolita veduta del centro storico, molto apprezzata sia dai cittadini sia dai turisti.
Inoltre dal 2016 a Braunschweig ogni estate viene realizzata l'installazione artistica luminosa Lichtparcours.

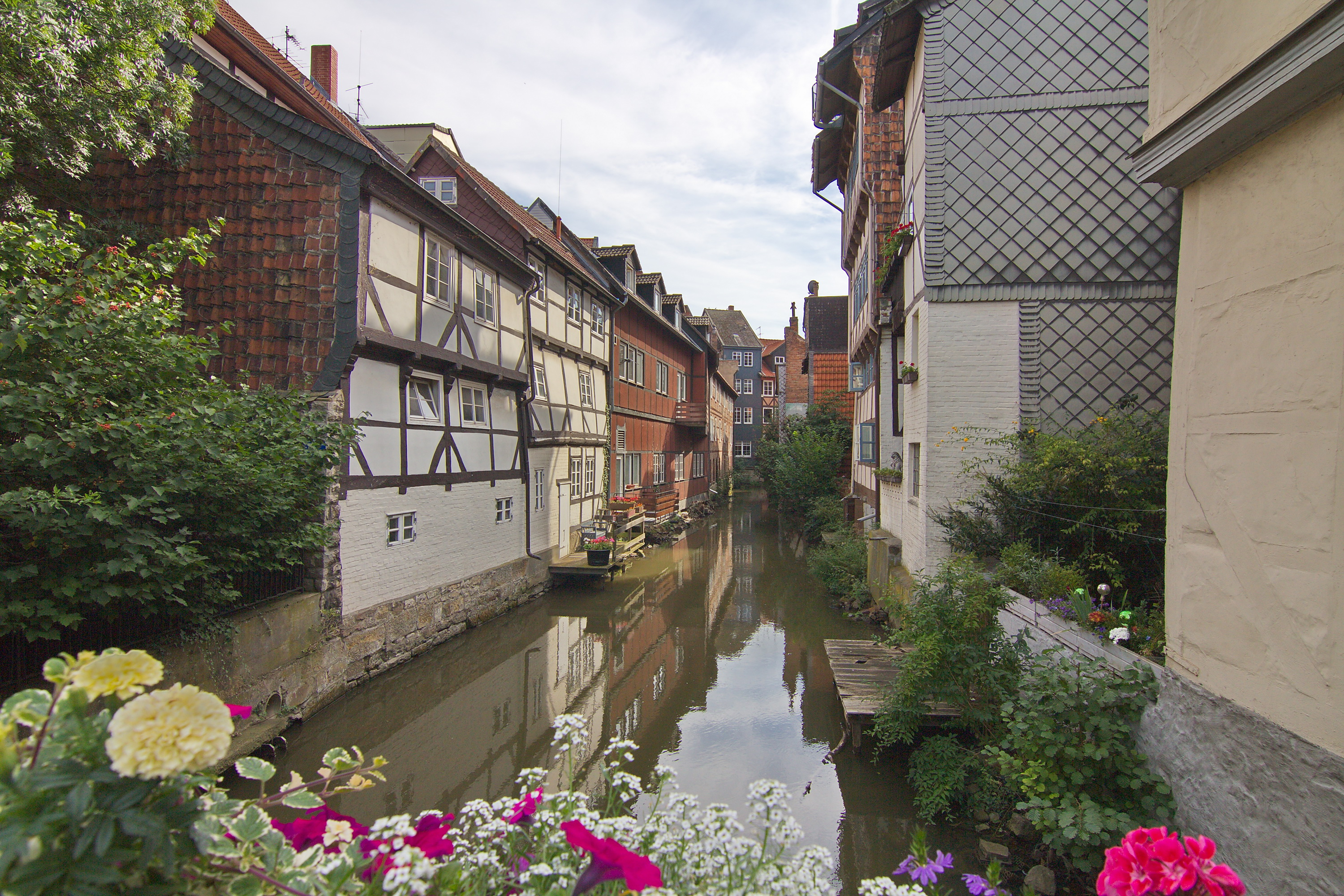
Klein Venedig a Wolfenbüttel
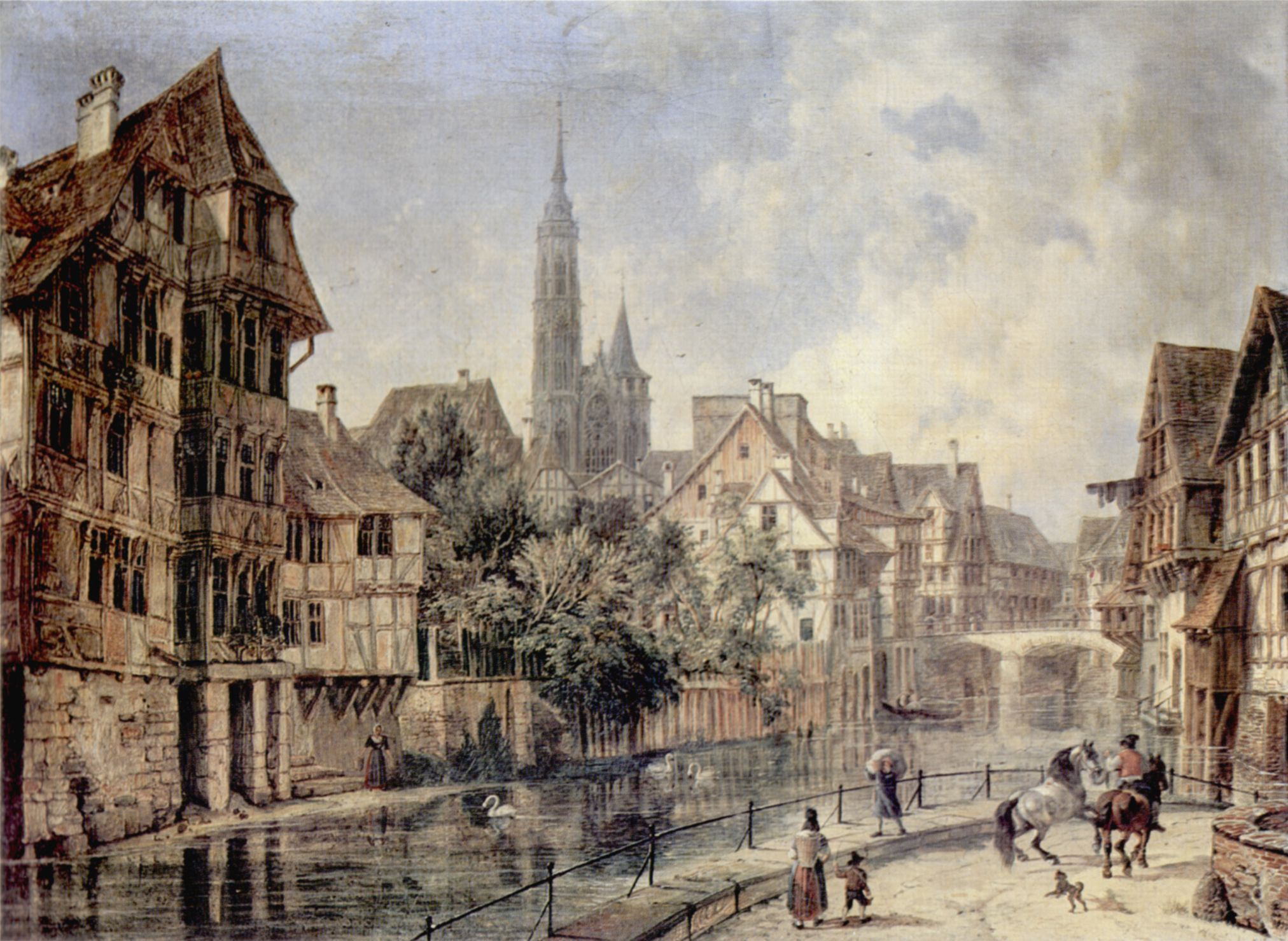
Veduta dell'Oker a Braunschweig, di Domenico Quaglio, 1832
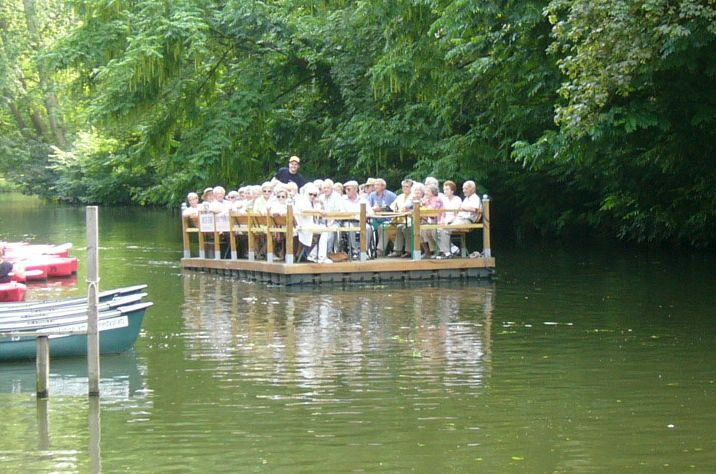
L'Oker a Braunschweig